# Leviea
Leviea – rodzaj pająków z rodziny skakunowatych i podrodziny Salticinae. Obejmuje trzy opisane gatunki. Występują endemicznie na Nowej Gwinei w lasach Gór Centralnych.

## Morfologia
Zmierzone samce osiągały od 1,82 do 2,13 mm długości karapaksu i od 1,96 do 2,38 mm długości opistosomy (odwłoka). W przypadku samic karapaks miał 1,89 mm długości, a opistosoma od 2,16 do 2,45 mm długości. W przeciwieństwie do innych Myrmarachnini przedstawiciele rodzaju nie wykazują mimikry względem błonkówek czy chrząszczy, a plan budowy ich ciała nie odbiega od typowego dla skakunów. Oskórek jest trochę połyskujący. Na wierzchu opistosomy widoczne są białawe szewrony na ciemniejszym tle. Samce podobnie jak w przypadku pokrewnego rodzaju Papuamyr mają szczękoczułki z członem podstawowym (paturonem) zaopatrzonym w ostrogę ektalną. Nogogłaszczki samca wyróżniają się od innych rodzajów poplemienia szeroko zakończonym, niezwężonym w czubek wierzchołkiem embolusa. Nogogłaszczki samic są rozszerzone i lekko grzbietobrzusznie spłaszczone, czym nawiązują do innych Myrmarachnini.

## Ekologia i występowanie
Wszystkie gatunki występują endemicznie na Nowej Gwinei w Górach Centralnych. Spotykane są na wysokości od 2320 do 3700 m n.p.m. Podawane były z prowincji Chimbu, Enga i Madang.
Zasiedlają wyżej położone tropikalne wilgotne lasy górskie (ekoregion górskich lasów deszczowych Gór Centralnych), „lasy mszyste” oraz kserofilne lasy subalpejskie, dochodząc aż pod górną granicę lasu. Bytują w piętrze podszytu.

## Taksonomia
Takson ten wprowadzony został w 2019 roku przez Wayne’a P. Maddisona i Tamása Szűtsa w ramach rewizji skakunowatych z plemienia Myrmarachnini zamieszkujących Papuę-Nową Gwineę opublikowanej na łamach ZooKeys. Nazwę rodzajową nadano na cześć arachnologa Herberta Waltera Leviego, a także jego żony, Lorny, i córki, Frances.
Do rodzaju tego należą trzy opisane gatunki:
- Leviea francesae Maddison et Szűts, 2019
- Leviea herberti Maddison et Szűts, 2019
- Leviea lornae Maddison et Szűts, 2019

Według wyników przeprowadzonej przez Maddisona i Szűtsa molekularnej analizy filogenetycznej rodzaj Leviea zajmuje w obrębie podplemienia Levieina pozycję bazalną, siostrzaną dla kladu obejmującego rodzaje Agorioides i Papuamyr.